# Gustav Malkewitz
Gustav Malkewitz (né le 15 mai 1861 à Wollin et mort le 18 septembre 1924 à Stettin) est un imprimeur, éditeur et homme politique allemand.

## Biographie
Gustav est le fils de l'ingénieur en mécanique Theodor Malkewitz, originaire de Lohme sur Rügen. Sa mère, Mathilde Bartelt, appartient à une vieille famille de la bourgeoisie agricole de Wollin. Après l'école publique de Wollin, il s'inscrit à l'école française de garçons de Stettin. Il apprend ensuite le métier de typographe. En 1882, il devient rédacteur du "Pommerschen Reichspost". L'année suivante, il fonde sa propre imprimerie.
De 1888 à 1900, il est conseiller municipal à Stettin. De 1900 à 1918, il est député de la chambre des représentants de Prusse. De 1903 à 1918, il est député pour le Parti conservateur allemand du Reichstag, en 1919 de l'Assemblée nationale de Weimar et jusqu'en 1924 en tant que pour le DNVP du Reichstag de la République de Weimar.

## Travaux
- (de) Geschichte der Stadt Wollin in Pommern. Verlag der Pommerschen Reichspost, Stettin 1904. (Digitalisat: urn:nbn:de:gbv:9-g-5188257)